# Železniška proga Ljubljana–Sežana–d. m.
Železniška proga Ljubljana–Sežana–državna meja je ena izmed železniških prog, ki sestavljajo železniško omrežje v Sloveniji.
Začetna železniška postaja je Ljubljana, medtem ko je končna Sežana. Proga prečka tudi železniški mejni prehod Sežana.